# Enchiridion des Pomponius
Das Enchiridion des Pomponius (zu altgriechisch ἐγχειρίδιον encheiridion, deutsch: „Handbüchlein“; lat. liber singularis enchiridii) ist ein kurzes Traktat des hochklassischen Juristen Sextus Pomponius zur Entstehungsgeschichte des römischen Rechts. Es stammt aus dem 2. Jahrhundert n. Chr.

## Überlieferung und Bedeutung
Überliefert ist die Schrift nur noch in den Digesten, Bestandteil der justinianischen Gesetzgebung aus dem 6. Jahrhundert. Dem Enchiridion wird in der Forschung herausragende Bedeutung zugemessen, denn es stellt einen wertvollen Leitfaden zum Verständnis rechtsgeschichtlicher Zusammenhänge zur Verfügung. Eine Stärke des Werks liegt auch in der didaktischen Aufbereitung des Rechts und der Rechtsgepflogenheiten selbst. 
Pomponius identifiziert drei Quellen, die die Lebensverhältnisse der Römer prägten und begleiteten. Beginn und Ausgangspunkt war die origo iuris, das Zwölftafelgesetz. Das Gesetz ließ sich nicht aus sich selbst heraus verstehen, es musste erläutert werden um nahegebracht werden zu können. Pomponius würdigt daher die sittengebundenen Auslegungen (interpretationes) der Rechtskundigen, die auch dem maßgeblichen, schriftlich nicht fixierten, Kontext der göttlichen Ordnung, Raum zur Verständigung gaben. Als zweiten Entwicklungsschritt des römsichen Rechts markiert Pomponius das flexible Edikt des Prätors (nomina et origo magistratuum) als Rechtsquelle. Eine dritte Quelle erkennt Pomponius in der successio auctorum, der elaborierten Rechtswissenschaft der spätrepublikanischen und prinzipatischen Zeit (vor-klassisches Recht).
Pomponius galt als exzellenter juristischer Fachmann, der der sabinianischen Rechtsschule nahestand. Er war der erste, sogar der einzige Autor, der es sich zur Aufgabe gemacht hatte, einen expliziten Beitrag zur römischen Rechtsgeschichte zu leisten, welchen er bis in seine Gegenwart reichen ließ.

## Inhalt der Abhandlung
Das Enchiridion zählt neben den zeitgenössischen gaianischen Institutionen zur Elementarliteratur der römischen Rechtsklassik. Bezüglich beider Schriften wird davon ausgegangen, dass sie von Hörern aus dem Rechtsunterricht ihrer Lehrer entnommen, aufgezeichnet und verbreitet wurden, somit nicht Pomponius und Gaius selbst bereits die Urheber waren. Erweiterungen gehen auf sie selbst jedenfalls zurück. Die Rechtsstoffe dienten dem Gebrauch im Rechtsunterricht, beide führten grundlegend ein ins Recht. Besondere Bedeutung kommt dem Enchiridion deshalb zu, weil es das einzige bekannte Werk ist, das die Geschichte der Quellen des römischen Rechts (Ursprung und Entwicklung) behandelte. Damit hatte das Werk nicht nur ein Alleinstellungsmerkmal inne, es beeinflusste aufgrund seiner traditionsbewussten Intention auch das Aufkommen später erst bedeutsamer Kommentarliteratur zu älteren Rechtstexten. Untergliedert ist das Enchiridion in drei Abschnitte. 
Im ersten Abschnitt (Digesten 1, 2, 2, 1–12) befasst sich Pomponius chronologisch mit den Ursprüngen der Königszeit, den Königsgesetzen (leges regae) ausgehend von Numa Pompilius und dem Gründungsakt des Rechts, der ersten Gesetzgebung der römischen Republik, dem Zwölftafelgesetz. Niederschlag finden die Interpretationen der Tafeln, die der Überwachung der hergebrachten Sitten dienten. Die Schaffung, Anwendung und Auslegung aller Klagen,  den Legisaktionen, oblag allein den Pontifices, weil allein sie über die notwendigen Kenntnisse und Fertigkeiten für eine ordnungsgemäße Rechtsprechung verfügten. Im weiteren Verlauf zeigt Pomponius die Entstehung von Gesetzen und Plebisziten auf. Er stellt die Funktionen des Senats und das von Gnaeus Flavius veröffentlichte Priesterrecht heraus. Nach Flavius benannt, entstand die älteste Sammlung an Legisaktionen, das ius civile Flavianum, das später unter Sextus Aelius zum ius Aelianum vervollständigt wurde. In diesem Zusammenhang wusste Pomponius auch von den nicht gescheuten Mühen der Römer zu berichten, die Voraussetzungen für die Erstellung von Gesetzen zu schaffen.
Der zweite Abschnitt (Digesten 1, 2, 2, 13–34) ist den Magistraten gewidmet, insbesondere denjenigen, die mit der Rechtsprechung (iuris dictio) befasst waren, den Gerichtsmagistraten. In deren Hoheitsbereich fiel die Kompetenz des Erlasses von Edikten. Zitiert wird Pomponius (in Digesten 1, 2, 2, 13) mit einer an die heutige Dispositionsmaxime „Wo kein Kläger, da kein Richter“ – „nullo actore nullus iudex“ erinnernden rhetorischen Leitfrage: „Denn was nützt es, dass es Recht im Staate gibt, wenn niemand da ist, der dem Recht zur Herrschaft verhilft?“ Bereits Abschnitte zuvor hatte Pomponius auf die wiederkehrende Rechtsunsicherheit hingewiesen, die die Vertreibung der Könige, angeordnet durch ein tribuzinisches Gesetz, mit sich gebracht habe. Das römische Volk habe sich in der Zeit schlicht in einen unsicheren Rechtsstatus und zu unkontrollierten Bräuchen zurückentwickelt, die weit von klaren Regeln als Lebensgrundlage entfernt gewesen seien.
Im dritten Abschnitt (Digesten 1, 2, 2, 35–53) befasst sich Pomponius mit den Aktivitäten der vor- und frühklassischen Juristen (prudentes) und den Zeitgenossen unter den Juristen. Im Fokus stehen Labeo und der etwas später geborene Julian. Pomponius beschreibt, wie das Recht vom Juristenstand behutsam aufgebaut, entwickelt und angewendet wurde, woraus eine iuris prudentia erst entstehen konnte. Typische Zeugnisse davon sind die libri ad Sabinum, die von Paulus, Ulpian und Pomponius selbst – unter Bezug auf frühere einflussreiche Juristen – verfasst wurden und die die Materien des ius civile darstellen und entwickeln. Pomponius beschäftigt sich nicht allein mit der literarischen Entwicklungsgeschichte der Jurisprudenz, er hebt auch die Probleme hervor, die mit dem ius controversum entstanden, dem dialektischen Widerstreit der beiden großen Rechtsschulen. Er betont die wertvollen Beratertätigkeiten der Juristen im kaiserlichen Consilium. Der Prinzeps hatte den Juristen überdies das Recht eingeräumt, selbst respondieren zu dürfen. Sie durften Fälle entscheiden, Rechtsangelegenheiten nach außen wirken lassen (ius publice respondendi ex auctoritate principis). Der rechtshistorischen Forschung vermittelt das Enchiridion die Erkenntnisse zur Respondierbefugnis als Hauptquelle. So erfährt sie dort, dass etwa Masurius Sabinus, Haupt der Rechtsschule der Sabinianer, seine Befugnisse von Tiberius erhielt. Pomponius beschreibt auch die ersten – im nachklassischen Recht der Spätantike später dann angeordneten – Bestrebungen, Rechtsunsicherheiten, die aufgrund von Meinungsvielfalt unter den Juristen entstanden, durch ausgewählte Meinungsführer auflösen zu lassen.

## Quelle
- Digesten 1, 2, 2, 1–53.